# أدامسيت (معدن)
الأداميست هو معدن من الصوديوم والإيتريوم والكربون والأكسجين والهيدروجين، سمي على اسم الجيولوجي فرانك آدامز. الصيغة الكيميائية NaY (CO 3 ) 2 · 6H 2 O . تصنيف مقياس موس هو 3.

## روابط خارجية
- Mindat.org - Adamsite- (Y)
- Webmineral.com - Adamsite- (Y)
- كتيب المعادن - Adamsite- (Y)